# Гварамадзе, Таваз-Кадыр-Мамац Гули оглы
Таваз-Кадыр-Мамац Гули оглы Гварамадзе (груз. თავაზ-ყადირ-მამაც გული-ოღლი გვარამაძე, 1849 — 24 апреля 1919, Зикилия, Ахалцихский район) — грузинский политик, публицист, мусульманский общественный деятель, член Учредительного собрания Грузии.

## Биография
Член Российской социал-демократической рабочей партии (фракция меньшевиков). Сотрудничал с грузинской социал-демократической прессой, публикуя статьи о проблемах мусульман Грузии и общественно-политических процессах, редактировал газету «Обновленный Месхети» (1919). Член Совета депутатов землевладельцев Ахалцихе с 1917 года, принимал активное участие в общественной жизни Ахалцихского региона и «Мусульманской Грузии».
12 марта 1919 года избран членом Учредительного собрания Грузии по списку социал-демократической партии, несмотря на возраст и болезни принимал активное участие в политической жизни Грузии.
Умер 24 апреля 1919 года после тяжёлой болезни. На его могиле был установлен металлический венок от Учредительного собрания.